# Адасько, Владимир Иосифович
Владимир Иосифович Адасько (1933—1993) — советский и российский учёный, педагог и организатор в области создания метеорологических спутников, доктор технических наук (1987), профессор (1988). Лауреат Государственной премии СССР (1978). Генеральный конструктор ВНИИЭМ (1991—1993).

## Биография
Родился 10 декабря 1933 года в Москве.
В 1951 году окончил Московский электромеханический техникум. С 1951 по 1955 год обучался в Ленинградском военно-инженерном училище имени А. А. Жданова. С 1955 по 1960 год обучался во Всесоюзном заочном энергетическом институте подготовки и усовершенствования инженеров.
С 1957 года В. И. Адасько работал в ВНИИЭМ в должностях: с 1957 по 1966 год — старший инженер и начальник лаборатории, с 1966 по 1971 год — главный инженер института. С 1971 по 1988 год — директор и главный конструктор НИИ электромеханики (Истринского филиала ВНИИЭМ), В. И. Адасько был организатором производства космических аппаратов серии метеорологических спутников «Метеор», под его руководством и при его участии было создано новое поколение космических аппаратов и осуществлялись такие международные проекты как «Интеркосмос-Болгария-1300» (для изучения связей между Землёй и Солнцем, а так же исследования в области физических процессов в магнито и ионосфере) и российско-американского проекта «Метеор-3» для исследования контроля озонного слоя Земли.
С 1988 по 1991 год — заместитель генерального директора и с 1991 по 1993 год — генеральный директор (конструктор) ВНИИЭМ, сменив на этом посту Н. Н. Шереметьевского, под руководством В. И. Адасько была осуществлена разработка геостационарного многофункционального космического аппарата «Ресурс-О1 № 1», предназначенного для изучения природных ресурсов Земли, а также первого российский геостационарного спутника гидрометеорологического обеспечения «Электро». В. И. Адасько был организатором в институте
электротехнического направления в области технологии печатного монтажа, электропривода, силовой преобразовательной техники и электрических контактов, он был автором более 200 научных трудов и нескольких монографий и патентов на изобретения.
В 1967 году В. И. Адасько защитил диссертацию на соискание учёной степени кандидат технических наук, в 1987 году — доктор технических наук. В 1988 году ему было присвоено учёное звание профессор. В 1993 году был избран — действительным членом Академии электротехнических наук Российской Федерации.
В 1978 году Постановление ЦК КПСС и СМ СССР «За создание метеорологических спутников» В. И. Адасько был удостоен Государственной премии СССР в области науки и техники.
Скончался 3 ноября 1993 года в Москве. Похоронен на Троекуровском кладбище, участок № 3

## Награды
- Орден Ленина (1983)
- Орден Трудового Красного Знамени (1971, 1976)[1]

### Звания
- Государственная премия СССР (1978 — «За создание метеорологических спутников»)[5]

## Память
В честь Владимира Адасько названа улица в городе Истра.